# Chris Brown (football)
Pour les articles homonymes, voir Chris Brown (homonymie) et Brown.
Christopher Alan Brown dit Chris Brown (né à Doncaster le 11 décembre 1984) est un footballeur anglais. 

## Carrière
Chris Brown signe aux Doncaster Rovers le 28 juillet 2011. Il revient dans le club auquel il avait été prêté entre 2003 et 2004 et pour lequel il avait joué 22 matchs et inscrit 10 buts. Il y avait notamment reçu le titre de jeune joueur de l'année.
Le 5 août 2016 il rejoint Bury.